# Look Up and Laugh
Pour plus de détails, voir Fiche technique et Distribution.
Look Up and Laugh est un film britannique réalisé par Basil Dean, sorti en 1935.

## Fiche technique
- Titre : Look Up and Laugh
- Réalisation : Basil Dean
- Scénario : John Boynton Priestley
- Photographie : Robert Martin (en)
- Montage : Jack Kitchin (en)
- Musique : Ernest Irving (en)
- Pays de production : Royaume-Uni
- Format : Noir et blanc - 1,37:1
- Genre : comédie
- Durée : 80 minutes
- Date de sortie : 1935

## Distribution
- Gracie Fields : Gracie Pearson
- Vivien Leigh : Marjorie Belfer
- Douglas Wakefield (en) : Joe Chirk
- Alfred Drayton (en) : Belfer
- Billy Nelson : Alf Chirk
- D. J. Williams (en) : Malpas
- Arthur Hambling : Sam (non crédité)
- Kenneth More : un petit rôle (non crédité)